# Sam Wood
Samuel Grosvenor „Sam” Wood (n. 10 iulie 1883, Pennsylvania, SUA – d. 22 septembrie 1949, Hollywood, California, SUA) a fost un regizor american de film și producător, cel mai bine cunoscut pentru regizarea unor filme de succes la Hollywood cum ar fi O noapte la operă, O zi la curse, Goodbye, Mr. Chips sau The Pride of the Yankees. De asemenea s-a implicat în câteva proiecte de actorie și scenarii de film.